# Sylligma cribrata
Sylligma cribrata là một loài nhện trong họ Thomisidae.
Loài này thuộc chi Sylligma. Sylligma cribrata được Eugène Simon miêu tả năm 1901.